# Discophora deo
Discophora deo är en fjärilsart som beskrevs av De Nicéville 1898. Discophora deo ingår i släktet Discophora och familjen praktfjärilar. Inga underarter finns listade i Catalogue of Life.